# 말라위의 현

말라위의 행정 구역

말라위는 28개 현으로 구성되어 있으며 이들 현은 3개 지구에 속한다.
- 중부지구

1 – 데자현
2 – 도와현
3 – 카숭구현
4 – 릴롱궤현
5 – 음친지현
6 – 은코타코타현
7 – 은체우현
8 – 은치시현
9 – 살리마현
- 북부지구

10 – 치티파현
11 – 카롱가현
12 – 리코마현
13 – 음짐바현
14 – 은카타베이현
15 – 룸피현
- 남부지구

16 – 발라카현
17 – 블랜타이어현
18 – 치콰와현
19 – 치라줄루현
20 – 마칭가현
21 – 망고치현
22 – 물란제현
23 – 음완자현
24 – 은산제현
25 – 티올로현
26 – 팔롬베현
27 – 좀바현
28 – 네노현

## 같이 보기
- 말라위의 행정 구역
- 말라위의 지구